# Șoldanu
Șoldanu is een Roemeense gemeente in het district Călărași.
Șoldanu telt 3317 inwoners.